# Bramall Lane
Bramall Lane es un estadio de fútbol situado en la ciudad de Sheffield en el Reino Unido, este estadio es propiedad del Sheffield United FC. equipo que va disputar  sus partidos desde al temporada 2023-2024 en la Premier League. Está considerado por la cátedra como el estadio de fútbol más antiguo del Mundo.

## Historia
El estadio fue construido en 1855 y se inauguró el 30 de abril de ese mismo año. En principio el estadio era de propiedad privada y el club tenía que pagar un contrato de 70 £ al año. En 1878 se jugó por primera vez en la historia del fútbol un partido bajo luz eléctrica.
En la actualidad el estadio es propiedad del Sheffield United F.C. y tiene una capacidad de 32 702 espectadores todos sentados debido a la normativa UEFA. Antes de que existiera esta normativa el estadio tenía una capacidad mucho mayor y se llegó a establecer en el año 1936 un récord de asistencia de 68 287 espectadores. Además en este estadio se han disputado varios partidos internacionales entre Inglaterra y otras selecciones nacionales.
El estadio ha ido sufriendo pequeñas mejoras a lo largo de los años tanto para renovarse como para ampliarse; las más importantes son las acontecidas en los años 1966, 1975, 1991, 1994, 1996, 2001 y 2006. Como curiosidad cabe destacar que Bramall Lane fue el estadio de la Football League Championship que más asistencia recibió en la temporada 2007/08 y el segundo en la 2008/09.

## Partidos internacionales
| 4 de octubre de 1883 | Inglaterra | 2:3' | Escocia |  |  |

| 5 de febrero de 1877 | Inglaterra | 7:0' | Irlanda | Bramall Lane, Sheffield         |                                 |
|                      | 7          |      | 0       | Asistencia: 30.000 espectadores | Asistencia: 30.000 espectadores |

| 29 de abril de 1889 | Inglaterra | 4:0' | Gales | Bramall Lane, Sheffield |  |
|                     | 4          |      | 0     |                         |  |

| 4 de abril de 1903 | Inglaterra | 1:2' | Escocia | Bramall Lane, Sheffield |  |
|                    | 1          |      | 2       |                         |  |

| 20 de octubre de 1930 | Inglaterra | 5:1' | Irlanda | Bramall Lane, Sheffield |  |
|                       | 5          |      | 1       |                         |  |